# 母豬教
「母豬教」為源自臺灣網路論壇批踢踢的虛擬組織，該組織將提出「母豬」用法的批踢踢鄉民「obov」尊稱為教主。「obov」為批踢踢資深使用者，在「母豬母豬，夜裡哭哭」一句提出後，因經常在推文發表相關話語，知名度迅速增加。之後許多鄉民跟進仿效與起鬨，開玩笑地表示建立「母豬教」，自稱為信奉「母豬教」的信徒。
隨著「母豬教」在批踢踢上獲得許多鄉民響應，及成員陸續針對女性提出各種言論和想法，讓相關詞彙成為網際網路上的流行語。雖然對於「母豬」用詞仍存在著各式各樣的定義，許多鄉民認為「母豬」特別是專門指稱男女關係存在偏差行為的女性，這些「行為不檢的女性」包括拜金女、裝清純等，因此該詞彙並非泛指所有女性；同時其核心主張中也提到，「母豬教」與仇視女性有所區別。
「母豬教」支持者也到處宣傳想法，甚至多次向批踢踢女板發起論戰。但由於「母豬教」對於偏差行為的定義未曾確定，其內容也經常引起極大爭議，除了遭到許多女性網友反彈外，也在網際網路上造成爭論。當中主要對於「母豬教」爭議的批評討論是在性別層面，包括認為「母豬教」的定義並不明確，且將仇恨女性當作信仰，而以男性中心才能定義女性的方式，進行無差別攻擊。

## 背景
批踢踢是臺灣使用人數最多的BBS網站，總註冊人數約有1,500,000人。在尖峰時段，會有超過150,000名使用者同時登陸批踢踢，並發表文章、筆戰討論等；其上亦有2,000多個討論板，討論板主題涵蓋各種範疇。隨著批踢踢社群長期吸引大量臺灣社會的年輕民眾加入，自身亦建立出獨特的網際網路文化，許多積極參與討論的使用者便自稱「鄉民」，導演林世勇還曾在2010年將批踢踢文化改編成電影《BBS鄉民的正義》。但也因為參與人數眾多，除了其上有找尋新聞主題的駐板記者外，也曾傳出執政當局希望藉由購買具發表文章權限的帳號，影響批踢踢八卦板等討論板的意見。
「母豬教」一詞的使用，最早源於資深且著名的批踢踢鄉民「obov」，其登入次數超過7,000次。「obov」經常在科技板、八卦板、男板、女板等討論板發表文章，也曾擔任過《忍者亂太郎》板板主。他本人在美國矽谷工作，經常分享超微、蘋果公司、台灣積體電路製造公司等科技業八卦消息，也曾有喜歡蘋果公司執行長提姆·庫克、或總資產10億美元等傳聞。他在批踢踢上，還因發表極具個人特色的嗆辣文章和推文聞名，不過由於文章內容直接且經常引起爭議，多次觸犯討論板規則、而被板主禁止發表文章，因此又常被稱作「水桶王」。
「obov」過去曾在批踢踢上提出許多經典話語，包括早期的暱稱和常見用語「身寸☆惹ㄦ」，這讓「身寸惹ㄦ」成為往後批踢踢的流行用語之一。其他還有像發文時自稱「三朝★身寸☆惹ㄦ obov」，或是開頭使用「幹0糧雞掰」、「GG輪班星人」、「十萬青年十萬肝 GG輪班救台灣」等語句，都陸續成為網際網路上的流行話語。而在之後，他也經常直接批評特定行為的女性為「母豬」，有時言論則會使用粗鄙的字詞，像是「幹0糧母豬滾喇ob'_'ov」、「母豬就應該給豬幹」等。
另外許多「母豬教」支持者還經常將已經活躍將近10年的資深鄉民「Sumade」，視為另一名精神領袖或代表人物。過去「Sumade」便曾多次在八卦板、男女板上，針對部分女性發表風格詼諧的批評文章，當中經常批判具有公主病行為的女性；且因其對於兩性議題的批判，進而獲得許多鄉民認同與支持。在後來「母豬教」崛起之後，「Sumade」部分主張也被鄉民納入以支持「教義」，其中他所提倡的「AA制」（男女約會平分帳單）也成為著名主張之一。

## 發展

### 「母豬教」
2015年開始，已經有一定名氣「obov」將批踢踢上的中文暱稱先後改為「幹0糧母豬滾喇幹」、「母豬母豬夜裡哭哭」，且開始在推文中經常提到這兩句相關名言；同時他將新款表情符號「ob'_'ov」作為簽名檔，引發網友使用「ob'_'ov」推文的風潮。同年年初，一位自稱「公主」的女性鄉民每天在男板發表日記文章，描述自己罹患憂鬱症而需要治療，也因此想嫁給某名體貼溫柔的醫生。之後該名女性在日記文章中，感性地表示自己流下眼淚，「obov」則宣稱自己僅是依照該情境，在下面推文「母豬母豬，夜裡哭哭」。隨後「obov」立刻被憤怒的女性鄉民檢舉，一度被禁止發表文章。
往後「obov」只要見到該女性鄉民發表文章，便會推文提到「母豬母豬，夜裡哭哭」洩憤，這也意外成為「母豬教」的起源。同年9月，八卦板發生女板板主遭到女友公開爆料劈腿的事件，在批踢踢上又被稱作「國慶之亂」。之後其他網友意外發現，「obov」曾經因為「母豬母豬，夜裡哭哭」的言論，被禁止在討論板上發表言論。另外在這期間，他也批評過去曾有極高支持度的八卦版版主「iPad3」，隨即遭到檢舉且被禁止發文；其中當時「iPad3」認為原本就想要引起爭端的「obov」，不應該事後才試圖解釋。不過也因為「iPad3」後續還前往黑特板攻擊「obov」，遭到其他支持「obov」的鄉民批評，最後以生活遭到騷擾為由宣布辭去職務。
在這過程中，許多鄉民認為「obov」的發言幽默且中肯，也因為奇特的發言與推文風格，讓他開始獲得鄉民廣泛地關注與討論，在網際網路上的知名度也大為增加。之後更有網友趁機起鬨提議組成「母豬教」，將教義核心訂為「幹0糧母豬滾喇幹」和「母豬母豬，夜裡哭哭」；而最早提出「母豬」這個詞彙的鄉民「obov」，則是被封為「母豬教」教主。許多鄉民則是自稱自己為「教徒」，大部分成員則是屬於搞笑性質參與。其中「母豬教」成員主要是由男性組成，平常大多關注八卦板的文章；其中也曾多次向外宣揚想法，並數次針對女板發動論戰。

### 快速增長

網友將遊戲《部落衝突》的廣告惡搞成「母豬騎士來喔～」。

由於西斯板、男女板、男板等各大性別類別討論板，已經在長期交流中建立關於特定女性的典型形象，這讓「母豬」的說法很快引起男性鄉民的情感共鳴，「幹0糧母豬滾喇幹」也成為批踢踢流行話語。在長期處在「台女不意外」的氛圍中，儘管這種氛圍最初帶有許多玩笑含意，但也讓網際網路社群仇恨女性的立場不斷增加。另外由於鄉民的創造力，批踢踢上還發明或使用「ㄈㄈ尺」、「女權自助餐」、「公主病」等高度化約、卻極具感染性的詞彙。不過這些詞彙的使用者，除了一部分為真正仇恨女性人士外，也包括僅將這些字詞視為流行風潮的鄉民。
而部分批評則是認為，網際網路媒介組成的鄉民群體凝聚而成的集體情緒，分化並加快整個群體極端化，這導致批踢踢仇恨女性的情緒盛行。也因為八卦板出現仇視女性的風氣，讓「母豬教」很快成為八卦板仇恨女性的代名詞，並在後來引起謾罵與爭論。尤其隨著使用者對於女性產生刻板印象，開始出現將部分女性視為「母豬」，可能會造成大規模誤用的批評，並認為此舉不免波及其他無辜的受害者，但對此「obov」否認「母豬教」和「仇恨女性」有關。與此同時，也開始有部分批踢踢女性使用者對於「obov」相當不滿。這也讓男性與女性雙方經常各持立場展開爭論，亦有文章批判當中的仇恨女性心態。
不過仍有越來越多鄉民尊稱「obov」為「母豬教教主」，戲稱他將帶領其他支持者共同攻擊特定女性。當「obov」發表文章後，常會有自稱加入「母豬教」的鄉民參與推文，他也被網友票選為最想見到本人真面目的前五大批踢踢著名人物。「母豬母豬，夜裡哭哭」等言論爾後在支持者提出下，逐漸廣為人知，更成為經典的鄉民網路用語。之後陸續有鄉民提議引用「obov」的言論內容，特別為「母豬教」製作相關T恤，或是將遊戲《部落衝突》的廣告惡搞成「母豬騎士來喔～」。而隨著「obov」及其支持者的作為發展成批踢踢著名文化後，Facebook粉絲專頁「Haomao Productions 好毛製作」更將該行為與其他狀況，模擬現實生活實際情況並拍成影片。

### 禁止發文

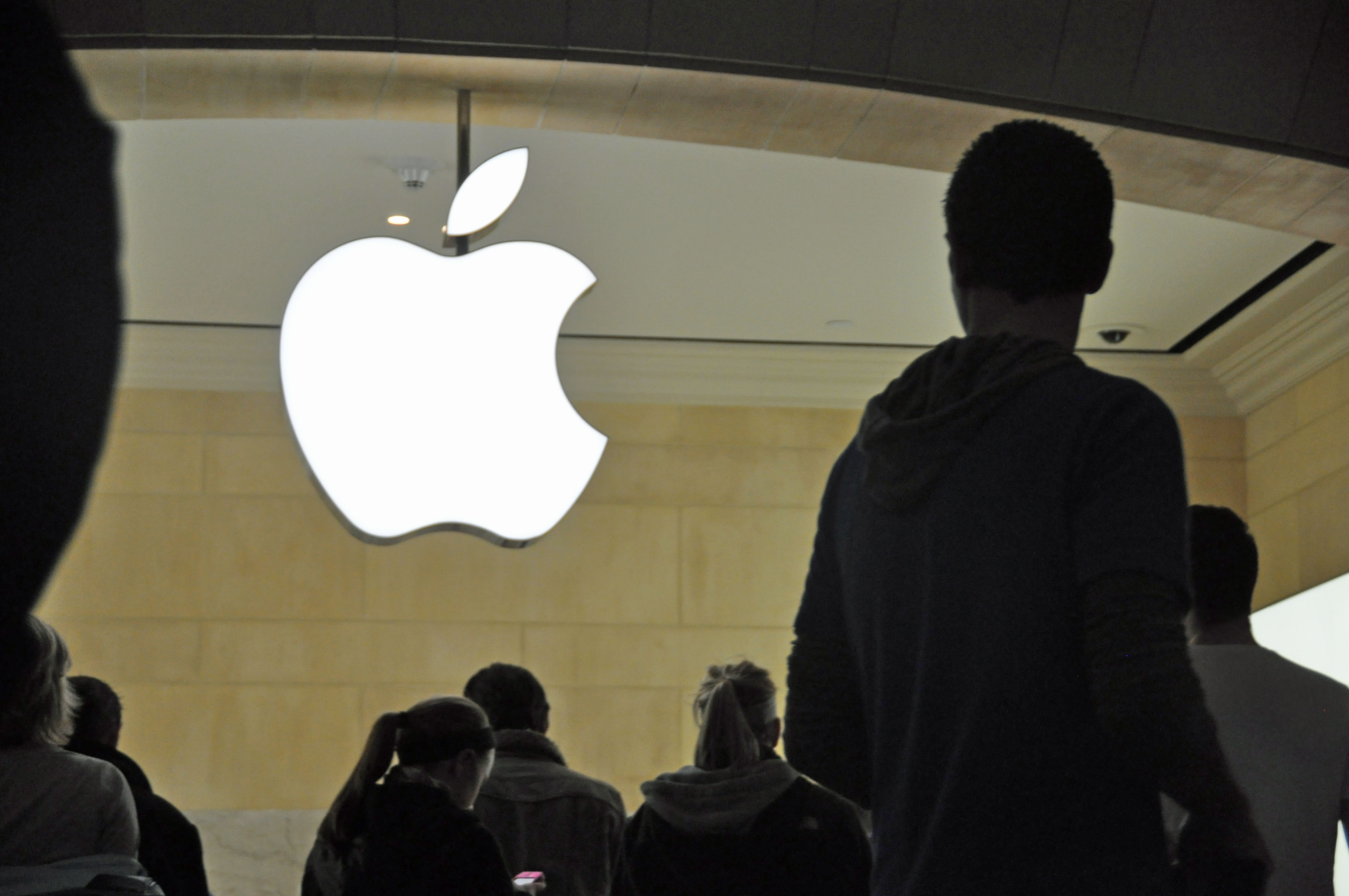
2016年，便有鄉民透過「obov」曾在蘋果公司工作等經歷展開人肉搜索。

2016年5月28日凌晨1時，有鄉民發表一篇《[問卦] 請問這個人就是obov大大嗎》的文章，進而引發鄉民針對「obov」展開人肉搜索。當中從最初的領英等資料開始，鄉民陸陸續續取得Facebook等資訊，並傳出本人姓名為「陳彥州」。很快地，批踢踢上出現許多以「彥州」為標題的文章，之後此事則在批踢踢上稱作「彥州之亂」。此舉引起批踢踢八卦板、女板、表特板、GAY板等討論板廣泛討論，許多「obov」過往發表的文章也被支持群眾重新回應。
與此同時，「obov」在批踢踢八卦板回覆《[問卦] 台女嫁到日本好像都不幸福》的文章卻引來爭議。在該篇回應中，「obov」認為女性外在條件越好，身邊充斥的「工具人」就越多，因而產生自己條件真的很好的錯覺。他批評這些年薪100萬的女性，以為能夠結識年薪350萬的對象，但實際上稍有財富、有能力的男性根本看不上已有年紀的女性。同時他還批評這些並未結婚、沒有小孩的女性將成為社會問題，在未來必須扶養這群老人，更戲稱到時臺灣以「母豬島的名號大概傳遍東南亞」。
但因該篇文章的內容屬於仇恨女性、且充滿爭議性言辭而遭到檢舉，隨後被板主判斷有侮辱、歧視、引戰等嫌疑，八卦板板主「blaz」更表示：「個人認為引戰，等其他板主意見」。不過這意外引起許多支持者在《[文章] 304777 obov 侮辱歧視引戰》上發表擁護言論，認為「obov」僅是闡述事實，而不需禁止發表文章。對此「obov」則認為，在經歷先後遭到禁止發表文章4個月與6個月後，最後結果應該仍是禁止發表文章、且可能期限達8個月以上。因此發表最後一篇文章《Re: [問卦] 水桶 obov》，提到若遭禁止發文的話，將決定永遠退出批踢踢。雖然許多鄉民在「obov」發表聲明文章後表示慰留，板主仍在5月31日確實執行為期6個月的禁止發言處分。

### 女板隱板
在「obov」確定遭到板主禁止發言的處分後，網際網路上與他相關的用詞討論瞬間增加。而「obov」在八卦板遭到禁止發言，也引起女板鄉民發表多篇「灑花」主題的文章，亦有像是《[灑花] 看到obov引退超開心 來發錢》的內容，藉此表達開心喜悅。但隨後許多自稱信奉「母豬教」的鄉民，認為女板慶祝氣氛是種挑釁與嘲諷，當天晚上開始大量在女板發表文章和回應。很快地，這類型反擊文章瞬間增加至500多篇，內容包括批評挑釁、侮辱女性字詞、故意違反女板板規、發表一行文等，或是要求板主將先前相關文章判定為「引戰」。
對於「obov」支持者大量發表回應文章，原先女板網友亦發表《[心情] 崇拜一個網路陌生人的可悲群體》、《[難過] 可以不要一直母O文嗎？》等文章反擊。另外也有不少仍不清楚狀況的非重度使用者，則先後詢問女板情況。大量文章很快導致女板喪失正常討論的功能，為避免影響女板往後氛圍，女板板主「Spell16」先是決定在6月1日申請更改設定為「隱板」，使板面在7天內不會出現在各討論板列表，僅有將女板加入「我的最愛」的用戶仍可以讀取和發表文章，希望藉由「隱板」讓其他群眾散去。但因為此舉效果有限，甚至反遭其他鄉民批評，板主之後改成「靜板」並關閉發表文章權限，僅讓鄉民能讀取先前的文章。
隨著事態逐漸平息後，八卦板上則開始出現檢討文章，認為干擾其他討論板的行為太超過。而在洪素珠事件發生後，Facebook粉絲專頁「中華文化復興委員會」曾批評踢踢散佈許多仇視外省籍族群、泛藍群眾、女性等暴力言論，甚至鼓動社會暴力和撕裂社會族群，認為將女性稱呼為「母豬」等種種言行逾越言論自由範圍。對此其表示將連同各大泛藍粉絲專頁，共同向中國國民黨和親民黨籍立法委員陳情，要求在提出有效解決方案前，由中華民國教育部先行關閉批踢踢，這番言論亦引起鄉民討論。

### 持續爭論

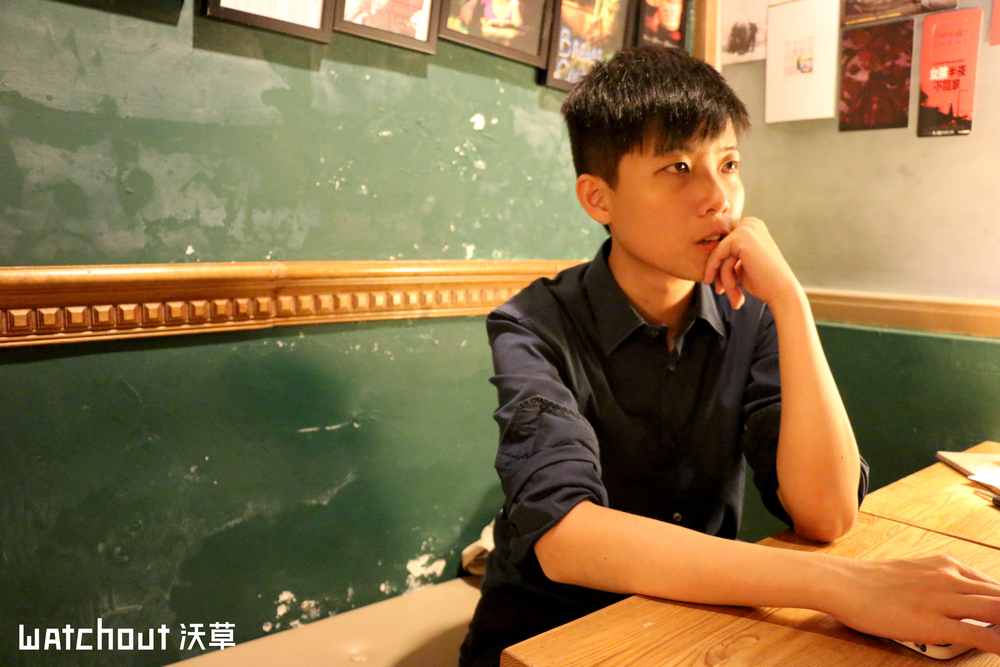
社會民主黨發言人苗博雅的部分演講內容一度引起鄉民熱烈討論。

2016年10月22日，批踢踢鄉民在八卦板分享女人迷的「苗博雅談母豬教：厭女文化反映背後焦慮」新聞，內容討論社會民主黨發言人苗博雅在同年9月的演講《焦慮年代的「心靈雞湯」：三K黨、ilbe蟲與母豬教》，其中該次演講為女人迷與「性解放の學姊 2.0」共同舉辦的性別平等議題系列講座「女人迷性別沙龍」，包括列舉南韓隨機殺人事件與ilbe網際網路厭惡女性風潮，並從納粹黨與三K黨對特定族群歧視的角度，審視在網際網路興起、攻擊部分女性的「母豬教」現象及其對日常生活的影響，同時討論在現實生活中的好女人與壞女人分野。
隨後陸續有上百篇回文熱烈討論，除了提出講座演講稿、批評部分報告內容外，亦有「苗博雅算不算母豬？」等討論度極高的文章。在批踢踢上有「戰神」稱呼的鄉民「Sumade」當天也發表文章，且引起熱烈討論，其中逐一舉證反駁苗博雅定義的「母豬教」，且認為其反對的是藉由女性主義者打壓男性、享用「女權自助餐」的既得利益者。同時他還質疑其演講內容雖然希望推動性別平等，卻以雙重標準談論女性權益。對於鄉民的種種批評，苗博雅則罕見地在批踢踢上回應其他人質疑，表示應當確定「母豬」的定義，才能進一步討論重要的性別平等議題。
同時苗博雅表示自己工作忙碌，為了節省時間僅有簡短答覆，但也邀請「Sumade」在假日下午或晚上舉辦免費自由入場、全程網際網路直播的座談會，場地、設備和交通費用則自行募款支付；「Sumade」亦可現場放置捐款箱，由聽眾自由贊助座談出席費。她並建議直接引用原先討論主題，或是鄉民常批評的「女權過高」。不過這個舉動引起許多鄉民聯想到線上遊戲打輸的使用者，反而要求對方出來單挑的「約戰」行為，反而更加促進鄉民關注討論。

### 事件平息
由於苗博雅還邀請「Sumade」以真實姓名面對面溝通，以示對自我言論負責，此舉引起批踢踢網友對於「Sumade」身分、及出面辯論有所討論，包括質疑身為現實公眾人物的她，卻要求討戰未曾出面且具影響力的網友，是否反而危及網際網路匿名性。不過關於苗博雅的同性戀身份、解讀其支持網際網路實名制、要求支持者出面是否屬於壓迫等論戰，但也被認為扭曲原先性別對話的本質。之後相關話題也在批踢踢外引起關注，許多Facebook上意見領袖、性別運動和社會運動圈網友陸續投入討論，並與主要支持「母豬教」的批踢踢八卦板有所爭論。
其中在網路世界，Facebook是許多性別倡議人士或公共知識份子活躍的領域，而女性主義者向來也對性別刻板印象有所批評，隨著「母豬教」提出許多刻板化描述及攻擊群體的現象，使其在Facebook等較強調「政治正確」的空間反而遭遇批評，甚至出現批踢踢與Facebook主要支持立場截然相反的狀況。很快地，陸陸續續有人文社會科學領域的著名人士表態批評「母豬教」支持者，鄉民則戲稱這群成員組成「反蘇美包圍網」。
原先苗博雅要求出席座談會的提議，則是在數小時後被「Sumade」回絕，其中他表示自己的帳號已經經營12年，對於所有言論將會負責。「Sumade」也提到從過去數次中華民國總統選舉電視辯論的經驗，發文討論的效果未必輸給辯論，而道理亦不會因表達方式不同有所改變，表示苗博雅若重視性別議題，則應想辦法撥空回應。不過雖然「Sumade」持續在八卦板輿論取得優勢，之後卻遭質疑私人品德問題。另一方面，苗博雅則在八卦板另外以近50頁篇幅回覆「Sumade」；由於其第二篇文章在嚴肅論述中穿插娛樂化用詞，有效引起鄉民的共鳴，反應也從上一篇的種種批評轉變成支持。

## 論點

### 普遍定義
隨著時間推移，「母豬」一詞漸漸從男性鄉民開玩笑的用詞，轉變為意涵逐漸具體的詞彙。然而作為一個網際網路上自稱為「教派」的虛擬社團，「母豬教」並非像道教、佛教、天主教般提出信奉觀點，而是以反對觀點為主；儘管相關言論遭批評是特別針對女性的仇視話語，「obov」和其支持者認為其所提出的不滿論點，僅針對部分因自身行為而被歸類成「母豬」的女性，並非針對全體女性展開攻擊，並提出「仇母豬不等於仇女」說法。不過在支持該論點的鄉民間，對於「母豬」本身仍未有明確具體的定義，使得應當譴責的不檢行為女性標準並不一致；同時不滿對象亦非特定多數群體，且多是由支持者自由心證。其中較無異議的主要批評論點、及「母豬」定義的共識有：
1. 男女關係或性關係混亂的女性：除了直接指稱到處發生性關係的濫交女性外[14]，也包括喜歡至夜店消費、故意吸引其他男性、私人交際不檢點者[17]，或過去曾有複雜性關係、但後來改變心態的女性[31][32]。主要提出的例子為年輕時曾結識交往男友或性夥伴的女性[33]，但其通常會對下個男人隱瞞自己的淫亂經歷[14]。在快樂生活一陣子後，因到達一定年紀或失去興趣而必須結婚，轉而尋找經濟能力不錯的新竹科學工業園區工程師，或其他老實、清純、穩定的男性安定下來[17][32]，之後自己則偽裝成清純良家婦女[14]。
2. 拜金女或行為思想存在公主病的女性：主要是指利用女性優勢，從男性身上獲取金錢套利[31]、且崇尚物質者[25]；或認為男性應該無償照顧，在金錢或勞務上對男性做出予取予求[12]，導致男女關係嚴重不對等[14]。類似的行為有共同吃飯卻要求男性支付帳單[31]；生日、節日或假日會向男性朋友要求禮物[31]；將男性朋友視為「工具人」使用[10]，藉此擁有交通接送服務、金錢借用等[14][31]。

而通常最後與這些女性結婚的工程師等理組男性，則被稱作「回收業者」或「資源回收業者」，這也表示後者無法享受正常的自由戀愛，只能透過相親等較差方法，來與條件較差的女性結婚。對於部分男性網友不認同母豬教的過激言論，支持母豬教的成員則經常批評這些男性網友是故作紳士並想藉此拉攏女生的「騎士團」、而容忍女性有母豬行為仍與之交往的稱之為「養豬戶」、「回收業者」，連帶攻擊這群持有不同看法的男性。不過由於實際界定時具有困難與爭議，提及「母豬教」支持者時通常包含認真贊同「母豬教」論述、及純粹使用「母豬」一詞搞笑的鄉民。

### 其他觀點
在「母豬教」支持者的批判言論中，便常把性關係複雜、具有公主病、拜金女等，私生活不檢點且人生仰賴男性的特定女性，稱呼為「母豬」。而《婉君妳好嗎？：給覺醒鄉民的PTT進化史》共同作者黃上銓，則是認為常見的「母豬」定義為「利用性別優勢牟利的女性」。其他尚有爭議的「母豬」稱呼的標準，還包括評論女性外表不佳（醜陋、肥胖或年紀大）、眼光甚高而未結成婚姻、高齡單身、喜歡外國人男性或和其交往、濫交而不願負責、曾經陷害男性、誣告男性性侵、展現情慾、拒絕男性求愛、崇尚女性主義等。
另外也有部分是八卦板鄉民遭到感情欺騙，或引起鄉民集體憤怒的作為，亦有鄉民曾用「母豬」形容食用壽司卻留下醋飯的日本女性。而當其他成員指責相關言詞的內容過於惡劣時，大部分男性則會表示僅是開玩笑的言論。而當女性網友發表憂鬱、難過文章時，部分支持群眾有時就會以順口溜的方式，提出「母豬母豬，夜裡哭哭」嘲諷，其他類似的說法還有像「台女就是拜金」、「沒有豪奢婚禮別想娶到老婆」、「女權自助餐就是不想當兵」等指控。
而隨著鄉民頻繁討論「母豬」議題，反而使「母豬」現象出現概念化與理論化的趨勢。其中開始經常出現「女權自助餐」流行語，並與「父權紅利」概念有所連結。其中不同於學術界對於「父權紅利」的關注重點，鄉民提出的的「父權紅利」特別是指部分女性在父權體制下獲得的利益，其中利用性別身分取得經濟收益的拜金女便是典型案例。另外也有如「ERQQ」等鄉民則是提出更深入的分析，認為「母豬」現象的興起本身亦存在的歷史緣由，也就是在傳統父權體制鬆綁下，部分女性在享受女權權益高張的同時，仍然繼續持有「父權紅利」，並將這群女性視為引起許多男性鄉民憤怒的「母豬」。

### 敘事情境

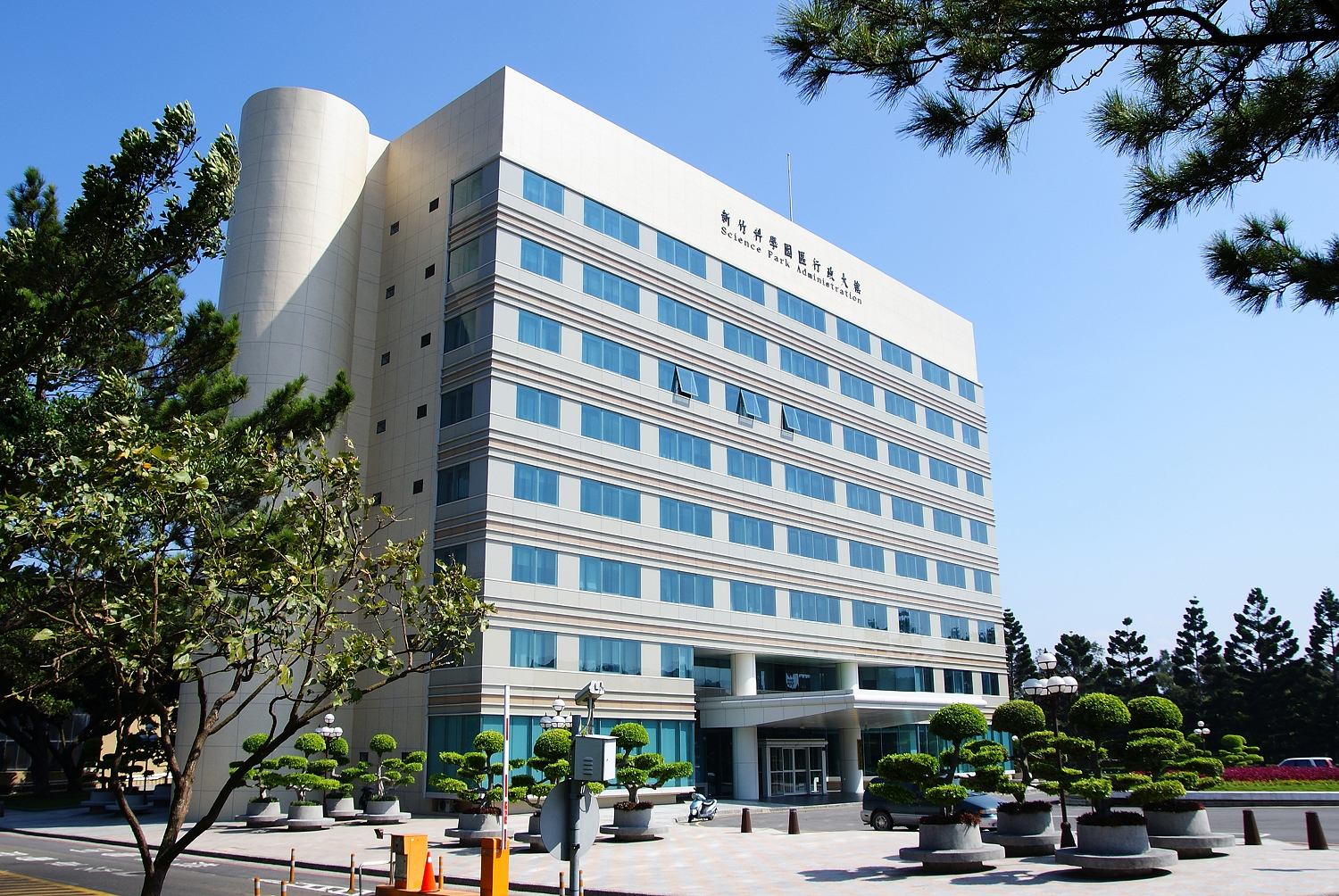
在「母豬教」的批評中，常將科學園區工作的男性稱為「回收業者」或「資源回收業者」。

哲學教授兼作家周偉航（筆名人渣文本）認為，類似「母豬教」等仇恨女性的想像，往往搭配常見的人生發展模型，即要求「理工男」從小努力讀書並乖乖升學，因此未曾和女性交往，畢業後也只能在科學園區等封閉環境工作。直到快要超過適婚年齡時，這群男性才趕忙和某位過去經歷不明的女性結婚，爾後某天突然發現該名女性曾是「玩咖」，自己則成為「資源回收業者」。但是他認為這並非藉由「母豬母豬，夜裡哭哭」等嘲諷發洩，就能夠輕易解決問題，仍然必須面對整體社會不正義的錯誤。
批踢踢著名人物「Sumade」也曾在回應文章中提到，認為部份工程師的成長過程，被讀書佔據太多時間。之後在科學園區則是工作忙碌，且工作時間長、假日可能被召回、不定時前往國外出差，雖然能因而賺取不少薪資，但因為在家時間太少，反而只是讓特定女性能夠花費其賺取到的金錢，甚至拿丈夫賺到的薪水至外面幽會。對此他表示，未來將會投入相關產業的大學學生，儘管不一定要交到女朋友，但必須知道這類女性的思考邏輯和策略。同時他也認為「母豬」與「八大行業」工作的女性不同，後者更為直接從男性身上賺取金錢，而前者則是表面上維持清白且暗中用盡各種手段。
另一方面，在八卦板發表的文章《30多歲的女孩是不是最難追呢？》亦引起許多網友討論，當中就有網友表示因為自己母親喜歡替人作媒，因此看過許多30多歲未婚女性的案例。他依照近年來很多案例，將這些30多歲未婚女性分成五種類型：家中管教嚴格或保守的「聽從父母型」；經常在Facebook上抒發個人情緒的「自我想法型」；不管是否源於父母親或自己想法，都想要另一半與自己條件相近的「門當戶對型」；自視甚高的「眼睛長頭上型」；及趁著還沒更年期前，尋求長期經濟來源的「有就好型」。

### 論點批評
不過另一方面，許多自稱信奉「母豬教」的支持者仍然十分喜歡、並歡迎外貌漂亮的女性，且大部分認為女性應該維持單純的性關係，而不利用、不背叛或不傷害其他男性。有些甚至嚴厲批判女性身材、外貌和衣著，認為當女性不夠年輕、漂亮、曲線或誘人時，就應該躲藏而羞於示人，而不夠貌美卻又被男性看見的女性，則應當承受遭到批判的風險。這也讓「母豬教」的論點經常被批評是採取雙重標準，且遲遲未能察覺自身矛盾。其中包括認為其一方面不滿拜金女，另一方面又認為能以金錢吸引女性，且將自己不受歡迎的原因歸咎於缺乏金錢上；或是一方面批評性關係混亂的女性，另一方面則將性關係混亂的男性視為英雄。
新公民議會作者費文侯則認為雖然批踢踢著名人物「Sumade」擅長講述故事，卻缺乏論述品質。他認為雖然其所提出的案例指出社會狀態，但沒有分析原因、乃至於解決問題的能力，而近來更基於人氣考量，將原因歸咎於「母豬」、並煽動仇視女性的風潮。不過除了煽動鄉民情緒並挑動內心仇恨外，他表示「Sumade」言詞浮誇、精心編排的故事，也確實能精確呈現現實存在的問題，這讓許多鄉民產生共鳴，進而使其成為看似在網際網路聲勢壯大的「戰神」。
另外「性解放の學姊 2.0」曾表示當前批踢踢、網路論壇等充滿仇恨女性言論，甚至會將爭取自主權力的女性也列入「母豬教」的批評對象。而黃上銓則認為鄉民對於哪些行為偏差的女性屬於「母豬」仍尚未確定，其中他根據鄉民百科，表示鄉民自己也多承認「母豬教」的問題在於是定義不清，所以有廣泛攻擊群體的疑慮。其中他指出雖然Facebook上有網友整理出各種「母豬」的案例，像是外國戀情、劈腿、小三等，但這些案例仍不符合常見的「母豬」定義。同時他也提到「母豬教」並非真正的宗教，眾多支持者根本不會約束當中過於偏激的性別仇恨言論，甚至「Sumade」也曾被指出發表錯誤批評。

## 評論

### 刻板形象
資訊社會研究者曹家榮認為，當各種有趣詞彙被創造、傳播並流行時，很快成為人們認識現象的簡便工具，但也使人輕易被父權結構控制，加深仇恨女性或性別對立的問題。他表示命名和分類的雙重性，容易導致「化約性含括」的權力作用，造成廣泛地污名化、歧視或貶抑。他認為當鄉民因為好玩而推文「母豬母豬，夜裡哭哭」時，雖然可能辯駁並非指稱所有女性都是「母豬」，但該詞彙暗示的性別類別仍指向所有女性。且無論原本動機如何，當這些詞彙成為近乎常識的概念時，被創造出來的類屬就更具實質的權力效果。
曹家榮還表示，當這些支持者辯駁並提出「分類條件」時，即便不管條件根本上模糊、矛盾、錯亂，分類和賦予優劣評價就是試圖施展權力的行動。而當鄉民看到「公主」、「母豬」等詞彙，不管日常生活是否真的遭遇過這類型的異性成員，也會真心認為世界上存在許多這類女性、甚至嚴重誤解成是女性習性。另外儘管網際網路具有對抗權貴的力量，但亦可能壓迫更弱勢族群，當中隨著鄉民起鬨、惡搞等討論交流，也反而增強人們原先態度與立場，使其更加激進並形成「母豬教」這類「類宗教」。
女人迷主編柯采岑對此則表示，「母豬教」支持者以「不是仇女而是仇母豬」的口號，實際實踐厭惡女性作為；且隨著「母豬」等用法從批踢踢向外擴張，反映時下仇恨女性的心態。人渣文本則就當代倫理學角度，表示性行為屬於個人權力、夫妻也非對方財物，婚姻成立亦非必須將個人性經驗完全告白，因而認為「母豬教」的古典倫理觀點不明確，反而偏向個人審美反應。基進女性之聲成員許雅筑則認為即便定義不清楚，「母豬教」仍然將仇恨女性視為信仰，並以男性中心定義女性，進行無差別地攻擊。
苗博雅則表示在男性主導的政治場域，便會規訓不夠符合部分男性想像的女性。其中好壞批評作為危險的價值標準，儘管對於逐漸壯大的「母豬教」論點感到不滿，也會受其價值準則影響，再度鞏固對女性的生活規範。這除了將難以反駁相關判斷標準，亦有可能為了成為「好女人」，而共同批評「壞女人」、甚至支持「女生要好好保護自己」或「女生怎麼可以拜金」等說法。對此，她認為強調德行和各種基於性別刻板印象衍生的雙重標準，只是鞏固既有的刻板印象和歧視，且隨不斷批評而增長，因此必須徹底解決性別歧視和刻板印象的問題。

### 仇恨言論
人渣文本認為在女性權益未有明顯伸張的情況下，之所以會出現類似「母豬教」般、認為女性權益過於提高的觀點，可能源於經濟或某領域居於弱勢的男性，見到女性權益增長而出現的相對剝奪感。且這些男性認為女性權益的增長，是藉由剝奪自身權益取得，因此當弱勢男性的處境越加惡劣，對於女性的憎恨就更強烈。另外部分男性鄉民在平日與異性互動的過程中產生相對剝奪感，不過這類鄉民言論除了宣洩情緒，多半也無法帶來正面效益。
柯采岑便認為從「母豬教」的興起、及其透過區分「好女人」與「壞母豬」的規訓話語，顯示男性做為性主體的焦慮，尤其是發現自己無法以過去慣用手法宰制女人。不過希望「矯正女性」的支持者仍會不斷建構「好女生」的外貌標準與處世標準，強調只有極少數女性能躲過懲罰羞辱，獲得男性的認可。對此她認為「母豬教」教導部分群眾，透過仇恨傷害其他人，以取得少數僅存的自尊；但不曾告知仇恨無法解決問題，包括社會經濟即將崩解、身體焦慮難堪、及性別關係對立等議題，不過她承認自己只能臆測養育男孩、漠視焦慮、灌輸仇恨等影響。作家蔡宜文則在Facebook上諷刺，包括當前「母豬教」、「ㄈㄈ尺」、「CCR」、「哈洋屌」等鄉民文化等，實際上造就厭惡女性的氛圍積累。
相對地，兩性專欄作家劉凱西同樣認為男性鄉民提出外表不符合喜好、曾有混亂男女關係、長得美卻有公主病、把男性當成提款機等缺失，將不符合完美女性形象的女性列為「母豬」。不過她表示這類針對女性的仇恨言論，都同樣根源於仇恨者本身內心的創傷，且這些創傷並非出生就存在，而是外在環境導致其扭曲，養成源頭更可能僅是來自「我這是為你好」的偏執善意。對此她認為並非要責備與批判仇恨者，因為這只會製造爭論場合；相反地，她認為需要關懷與療癒，才能彌補後者內心缺乏的空洞。
苗博雅則認為當與「母豬教」支持者意見不同時，都能放置到「母豬與資源回收業者」的框架，為避免遭受攻擊就只能依循「母豬教」的期許。而因為生活無法完全切割女性，也使「母豬教」支持者不能直接表示討厭所有女性，批評對象僅針對特定女性。透過區分部分比較不好的女性，「母豬教」能夠獲得不同性別的支持者。不過相較於仇視女性，她認為更難處理的部分是難以溝通。因為「母豬」詞彙的定義能隨時代換任何不如期望的特質，而有「母豬」作為抨擊對象，支持者就不必設身處地想像別人的生命經驗。

### 男女關係
聯合新聞網專欄作家劉揚銘表示「母豬教」對於支持者並不會產生好處，並認為其能夠大幅傳播，也是極奇特的社會現象。他認為「母豬教」的策略是將女性區分成「聖女與妓女」或「正妹與母豬」，強調不討厭所有女性，而僅仇視某類不好的女性，且要求其他人自行決定獲得怎樣的待遇。然而因為對女性又愛又恨的心理，反而出現「母豬教」支持者的賽局理論：一方面分化女性，另一方面也永遠無法吸引自己喜歡的女性，但「母豬教」支持者無意跳出矛盾邏輯。
一些評論認為「母豬教」類似南韓仇恨女性的文化，其背後主要為不懂與女性相處、害怕遭女性拋棄的男性。而隨著「母豬教」支持者不斷提出廣泛批評，把求偶挫敗、生活挫敗發洩在女性身上，更有可能導致一部份女性恐懼與男性往來。同時許多「母豬教」的仇恨女性言論，除了被視為藉由批評女性以獲得自身優越感外，更希望藉由激烈言論抨擊，能夠、且必須「矯正女性」，甚至將女性在社群網站上拒絕爭論的舉動視為某種勝利，然而這與他們希望努力脫離單身的目標相互違背。
對此劉揚銘認為普通女性來說，有關支持「母豬教」的男性仇視部分女性的行動，通常選擇置之不理或覺得反感；對於其他願意對女性一視同仁的男性而言，放任情況蔓延將使自己在男女關係上獲利，而不需要發表意見。最後由於「母豬教」支持者認為，其批評結果將會獲得最終的正義與勝利，種種因素都促成該現象蔓延。他並強調批評特定女性不會讓支持者獲得歡迎，強調若想要吸引女性注意，應該加強對待她們的論述、行動與方法，而非錯誤地將注意力放在提出仇視言論，並經常嘲笑特定女性的結果。

### 身體權力
性別運動推動者周芷萱表示從「母豬」與「回收業者」等名詞使用，除了指稱後者回收其他男性用過的「垃圾」，也暗指女性身體在經濫交、裸露等任意使用，其人格即為低劣、且可以被任意辱罵。她認為其背後的邏輯是，認定女性的性只能是有限度使用的東西，超過一定程度便會成為「垃圾」。而這也顯示出社會對於內部可能挑戰的不安，且這些不安未必是有意識的過程。當中體制內部的成員，有時不知道可能存在其他詮釋路徑，或對社會認同的安全感並不足以支持挑戰體制，因此只能重複既有的路徑。
不過周芷萱認為這些成員依然恐懼無法控制的女體，尤其當女體成為向社會其他人演示的展演，才知道原來不需要受社會控制和規範、或懲罰後仍可以照樣生活。她表示在獎懲系統的社會秩序外，依然有許多被稱為「回收業者」而能自處的男性、或被嘲弄也能自在生存的女性，都透過自身價值選擇，展現對獎懲遊戲的挑戰。對此她認為每個社會秩序守護者的天生職責，便是試圖攻擊「壞女人」、不讓後者擁有話語權，以避免持續散佈其他可能性，造成社會秩序面臨更大挑戰。
柯采岑同樣認為在當現代女性逐漸離開制式性別關係，面對追不到、不再可慾、展現不羈情慾的女性，人們為了撫平心中憤恨與不解，便設想出阻力最小的方法，也就是摧毀女性作為主體選擇的正當性與可能，藉由以「母豬」為名義的當眾批判，向世界揭示並攻擊越界壞女人的群像。而當女性為了否認且拒絕並列「母豬」時，恰恰鞏固同樣壓迫自身族群的父權規訓體系。對此她認為如果不去抵抗、推翻他人握有遊戲規則的現況，永遠不知道何時會成為他人攻擊的對象。

### 問題解決
苗博雅同意「母豬教」並非是否計較的問題，她表示「母豬教」作為網際網路群體，容易誤會成只是虛擬世界的衝突和攻擊。然而她認為近期內「母豬教」可能會在政治上逐漸取得實際權力，其意識形態將會對實際政治造成影響，甚至女性擁有的資本和權利可能被逐步收回。因此現在面臨現在不理會、甚至順著其意願以避免遭到批評，下一步便可能是實質政治權力遭到限縮。對此她認為應該堅持守護容易遭到邊緣化、抨擊、汙名化的女性，而非因其看似不符合標準而選擇區分，以宣揚自身的優點。她並主張當群眾勇敢共同捍衛「母豬」之際，就是反抗「母豬教」支持者、自己、及生成自我社會的開始。
對此，苗博雅認為應該堅持和尊重每一個人都有權利做出自己想要的生活選擇，不論是性活躍、崇尚物質、外國戀情等非自己傾向的人生選擇權利。不過費文侯則認為雖然「母豬教」相關問題範疇太大，無法僅憑藉數句話語就能解決。他一方面認為「Sumade」提出現象、但未能理解緣由的作法，無法真正解決問題；另一方面也批評應該有能力分析問題的苗博雅，選擇相對安全舒適、討好自己支持者的方式，要求與「Sumade」對話，認為此舉非但不能解決「母豬教」，也不能解決造成其環境背景。
黃上銓則認為在女性或關心性別議題者組成的人文社會學科圈、及在人文社會學科圈或性別同溫層外的鄉民群眾之間存在著隔閡，甚至導致最基本的定義問題出現僵局。他指出除了「母豬」定義浮濫導致女性容易覺得自己遭到指責外，性別運動圈與「母豬教」支持者間對於「母豬」與性別關係的想法存在極大歧異。其中「母豬教」提出的自身不滿「母豬」不等同於仇視女性的核心主張，更是引起性別圈全面質疑；當中由於對於父權體系鬆綁程度持有歧見，這導致雙方持續各說各話
不過他也認為受到人文社會學科致力推廣性別教育的影響，當中成員多有一定性別意識，這些原因造成人文社會圈的意見領袖較難理解民眾遭遇。其中包括社會大眾在日常生活遭遇的性別麻煩，比如在金錢分攤問題上，由於人文社會圈成員太過理所當然地採取均分習慣，使得該問題未能被聚焦關注。對此他認為「母豬教」現象至少點出一般男性遭遇性別困境，但人們不一定要認同「母豬」這個用語。

## 外部連結
- （繁體中文） 母豬教 （页面存档备份，存于）
- （繁體中文） Obov（身寸☆惹ㄦ） （页面存档备份，存于）